# Хаулані (кратер)
Хаулані — ударний кратер, розташований на Церері, який містить «Пляму 1», одну з яскравих плям, яку спостерігав космічний апарат «Dawn». Кратер був названий на честь Хаулані, гавайської богині рослин.
Хаулані — один із наймолодших кратерів на Церері, який, за оцінками, утворився між 1,7 і 5,9 млн років тому і тому має численні унікальні геологічні особливості з багатьма ознаками тектонічної активності. Всередині кратер розділений на східну частину, яка лежить на піднятому плато, і західну, яка знаходиться на низькій висоті.

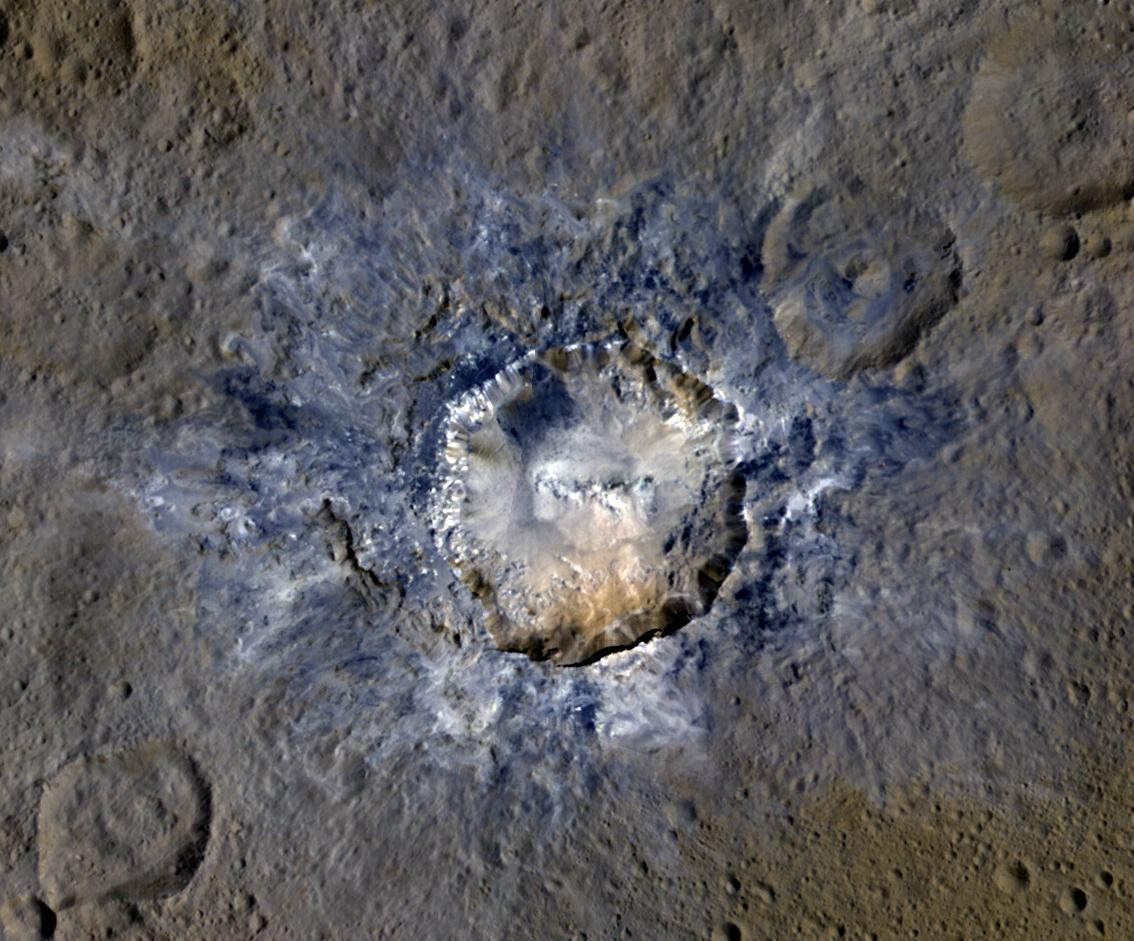
Хаулані з посиленим контрастом